# Clément Cormier
Pour les articles homonymes, voir Cormier (homonymie).
Clément Cormier, est un prêtre et universitaire canadien, né le 15 janvier 1910 à Moncton et mort le 29 juillet 1987 à Moncton. Recteur de l'Université Saint-Joseph de 1948 à 1963, et recteur-fondateur de l'Université de Moncton de 1963 à 1967, Clément Cormier est l'un des éducateurs et dirigeants acadiens les plus reconnus de son temps.

## Biographie
(décembre 2019).
Né à Moncton, au Nouveau-Brunswick, Clément Cormier obtient, en 1931, le baccalauréat ès arts de l'Université Saint-Joseph de Memramcook. La même année, il entre au noviciat des Pères de Sainte-Croix à Sainte-Geneviève de Pierrefonds. Après des études de théologie au grand séminaire de Montréal, il est ordonné prêtre en 1936. Il commence sa carrière de professeur au Collège Sainte-Croix, à Montréal, où il enseigne pendant deux ans.
Après des études à l’Université Laval de Québec, Clément Cormier devient préfet des études de l’Université Saint-Joseph en 1940, avant de devenir recteur de cette même université en 1948. Il occupe ce poste de recteur pendant deux mandats : de 1948 à 1954 et de 1956 à 1963. À la création de l'Université de Moncton en 1963, Clément Cormier est le premier recteur de la nouvelle institution,. Aussi en 1963, il est nommé membre de la Commission royale d'enquête sur le bilinguisme et le biculturalisme du Canada. Il est nommé Officier de l'Ordre du Canada en 1967, et promu au Compagnon de cet ordre en 1972,.
Pendant toute sa carrière, Clément Cormier travaille à la promotion et à l’étude de l’histoire, de la langue et de la culture. Il est président du Musée Provincial du Nouveau-Brunswick, à Saint-Jean en 1953-1954 et il devient, en 1960 le président fondateur de la Société Historique acadienne. En 1968, il fonde également, à l’Université de Moncton, un centre d’études acadiennes (aujourd’hui Centre d'études acadiennes Anselme-Chiasson), centre qu’il dirige jusqu’en 1974.